# Grand Prix de l'industrie et de l'artisanat de Larciano
Le Grand Prix de l'industrie et de l'artisanat de Larciano (en italien : Gran Premio Industria & Artigianato di Larciano) est une course cycliste masculine sur route disputée à Larciano, en Toscane. Organisé par l'Unione Ciclistica Larcianese, il connaît sa première édition en 1977. Il est précédé par un  Circuit de Larciano (Circuito di Larciano en italien), disputé de 1967 à 1976, et dont le palmarès est distinct,. En 1997, il sert de support au championnat d'Italie sur route et voit la victoire de Gianni Faresin. Il fait partie de l'UCI Europe Tour depuis 2005, d'abord en catégorie 1.1, puis en catégorie 1.HC à partir de 2017.
En 2020, il intègre l'UCI ProSeries, le deuxième niveau du cyclisme international. Cependant, l'édition est annulée en raison de la pandémie de maladie à coronavirus. En 2024, il est couru en septembre.

## Palmarès
| Année                                                   | Vainqueur                                      | Deuxième                                       | Troisième                                      |
| Circuit de Larciano                                     |                                                |                                                |                                                |
| ------------------------------------------------------- | ---------------------------------------------- | ---------------------------------------------- | ---------------------------------------------- |
| 1967                                                    | Michele Dancelli                               | Franco Bitossi                                 | Vittorio Adorni                                |
| 1968                                                    | Vittorio Adorni                                | Franco Bitossi                                 | Gianni Motta                                   |
| 1969                                                    | Franco Bitossi                                 | Gianni Motta                                   | Felice Gimondi                                 |
| 1970                                                    | Franco Bitossi                                 | Mauro Simonetti                                | Jean-Pierre Monseré                            |
| 1971                                                    | Felice Gimondi                                 | Franco Bitossi                                 | Rik Van Linden                                 |
| 1972                                                    | Non disputé                                    | Non disputé                                    | Non disputé                                    |
| 1973                                                    | Franco Bitossi                                 | Eddy Merckx                                    | Felice Gimondi                                 |
| 1974                                                    | Giacinto Santambrogio                          | Franco Bitossi                                 | Ole Ritter                                     |
| 1975                                                    | Roger De Vlaeminck                             | Francesco Moser                                | Felice Gimondi                                 |
| 1976                                                    | Felice Gimondi                                 | Walter Riccomi                                 | Mauro Vannucchi                                |
| Grand Prix de l'industrie et de l'artisanat de Larciano |                                                |                                                |                                                |
| 1977                                                    | Giancarlo Tartoni                              | Gabriele Mugnaini                              | Attilio Rota                                   |
| 1978                                                    | Francesco Moser                                | Alfio Vandi                                    | Vittorio Algeri                                |
| 1979                                                    | Vittorio Algeri                                | Francesco Moser                                | Pierino Gavazzi                                |
| 1980                                                    | Giuseppe Saronni                               | Pierino Gavazzi                                | Bruno Leali                                    |
| 1981                                                    | Pierino Gavazzi                                | Gianbattista Baronchelli                       | Alfio Vandi                                    |
| 1982                                                    | Gianbattista Baronchelli                       | Pierino Gavazzi                                | Silvano Contini                                |
| 1983                                                    | Fabrizio Verza                                 | Sergio Santimaria                              | Jesper Worre                                   |
| 1984                                                    | Marco Franceschini                             | Giuseppe Passuello                             | Emanuele Bombini                               |
| 1985                                                    | Pierino Gavazzi                                | Jesper Worre                                   | Sergio Scremin                                 |
| 1986                                                    | Giovanni Bottoia                               | Marco Giovannetti                              | Dag Erik Pedersen                              |
| 1987                                                    | Marino Amadori                                 | Stefano Colagè                                 | Gianni Bugno                                   |
| 1988                                                    | Massimo Ghirotto                               | Stefano Colagè                                 | Gianbattista Baronchelli                       |
| 1989                                                    | Edward Salas                                   | Gianbattista Baronchelli                       | Maurizio Fondriest                             |
| 1990                                                    | Dimitri Konyshev                               | Massimo Ghirotto                               | Leonardo Sierra                                |
| 1991                                                    | Gianni Faresin                                 | Stefano Cortinovis                             | Giuseppe Petito                                |
| 1992                                                    | Gianni Faresin                                 | Stefano Colagè                                 | Daniel Steiger                                 |
| 1993                                                    | Marco Saligari                                 | Piotr Ugrumov                                  | Maurizio Molinari                              |
| 1994                                                    | Francesco Casagrande                           | Bjarne Riis                                    | Andrea Ferrigato                               |
| 1995                                                    | Andrea Ferrigato                               | Angelo Canzonieri                              | Luca Gelfi                                     |
| 1996                                                    | Michele Bartoli                                | Francesco Casagrande                           | Claudio Chiappucci                             |
| 1997                                                    | Gianni Faresin                                 | Francesco Casagrande                           | Valentino Fois                                 |
| 1998                                                    | Romāns Vainšteins                              | Mario Manzoni                                  | Luca Mazzanti                                  |
| 1999                                                    | Massimo Podenzana                              | Danilo Di Luca                                 | Luca Scinto                                    |
| 2000                                                    | Danilo Di Luca                                 | Sergio Barbero                                 | Nicola Miceli                                  |
| 2001                                                    | Davide Rebellin                                | Francesco Casagrande                           | Danilo Di Luca                                 |
| 2002                                                    | Stefano Garzelli                               | Giuliano Figueras                              | Francesco Casagrande                           |
| 2003                                                    | Juan Fuentes Angullo                           | Gabriele Colombo                               | Fabiano Fontanelli                             |
| 2004                                                    | Damiano Cunego                                 | Igor Astarloa                                  | Ruggero Borghi                                 |
| 2005                                                    | Luca Mazzanti                                  | Ruggero Marzoli                                | Freddy González                                |
| 2006                                                    | Damiano Cunego                                 | Daniele Pietropolli                            | Franco Pellizotti                              |
| 2007                                                    | Vincenzo Nibali                                | Franco Pellizotti                              | Mikhaylo Khalilov                              |
| 2008                                                    | Eddy Ratti                                     | Francesco Ginanni                              | Luis Felipe Laverde                            |
| 2009                                                    | Daniele Callegarin                             | Gabriele Bosisio                               | Jackson Rodríguez                              |
| 2010                                                    | Daniele Ratto                                  | Miguel Ángel Rubiano                           | Franco Pellizotti                              |
| 2011                                                    | Ángel Vicioso                                  | Giovanni Visconti                              | Mauro Finetto                                  |
| 2012                                                    | Filippo Pozzato                                | Fabio Taborre                                  | Kristijan Đurasek                              |
| 2013                                                    | Mauro Santambrogio                             | Patrik Sinkewitz                               | Oscar Gatto                                    |
| 2014                                                    | Adam Yates                                     | Davide Formolo                                 | Francesco Manuel Bongiorno                     |
| 2015                                                    | Annulé                                         | Annulé                                         | Annulé                                         |
| 2016                                                    | Simon Clarke                                   | Andrea Fedi                                    | Giovanni Visconti                              |
| 2017                                                    | Adam Yates                                     | Richard Carapaz                                | Rigoberto Uran                                 |
| 2018                                                    | Matej Mohorič                                  | Marco Canola                                   | Davide Ballerini                               |
| 2019                                                    | Maximilian Schachmann                          | Mattia Cattaneo                                | Andrea Vendrame                                |
| 2020                                                    | Annulé en raison de la pandémie de coronavirus | Annulé en raison de la pandémie de coronavirus | Annulé en raison de la pandémie de coronavirus |
| 2021                                                    | Mauri Vansevenant                              | Bauke Mollema                                  | Mikel Landa                                    |
| 2022                                                    | Diego Ulissi                                   | Alessandro Fedeli                              | Xandro Meurisse                                |
| 2023                                                    | Ben Healy                                      | Amanuel Ghebreigzabhier                        | Mark Stewart                                   |
| 2024                                                    |                                                |                                                |                                                |